# Steve Sem-Sandberg

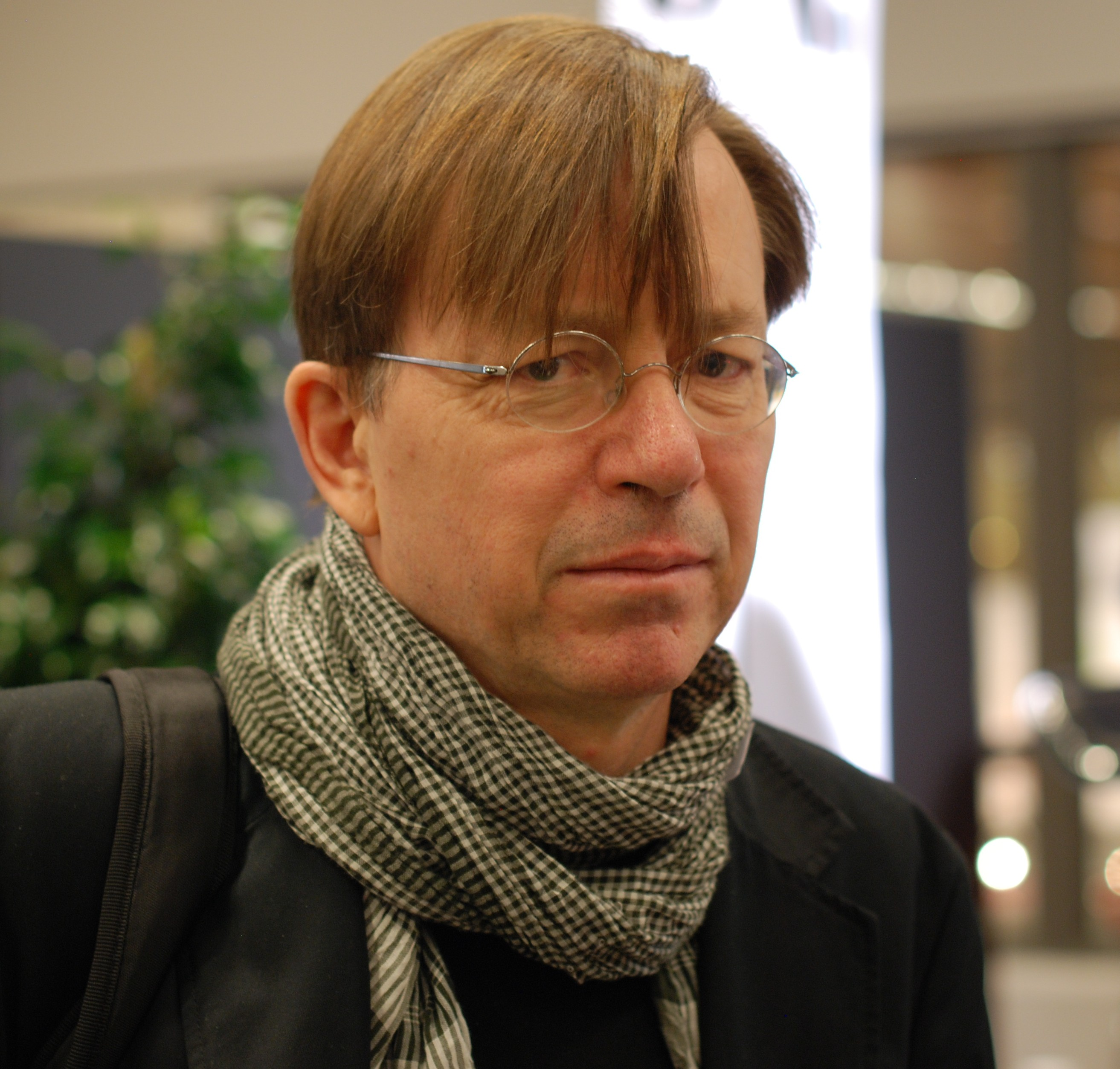
Steve Sem-Sandberg (2010)

Steve Sem-Sandberg (* 16. August 1958 in Oslo) ist ein schwedischer Schriftsteller, Kritiker und Übersetzer.

## Leben und Werk
Als Achtzehnjähriger verfasste er seinen ersten Roman Sländornas värld und schrieb danach in den 1970er Jahren eine Reihe von Romanen. Sem-Sandberg übersetzte in dieser Zeit auch Werke anderer Schriftsteller. Er war als Redakteur für die Debattenseite im Kulturteil der schwedischen Tageszeitung Svenska Dagbladet tätig.
In seinen Romanen thematisiert Sem-Sandberg häufig die Spuren historischer Gestalten. So machte er sich 1996 in Theres auf die Suche nach der Geschichte von Ulrike Meinhof. 2003 veröffentlichte Sem-Sandberg unter dem Titel Ravensbrück einen Roman über Milena Jesenská, die zeitweilige Freundin von Franz Kafka. 2009 erhielt der Schriftsteller für seinen Roman De fattiga i Łódż  (Die Elenden von Lódź) den August-Preis. In seinem Roman "W" taucht er tief in die Akten des historischen Mörders Johann Christian Woyzeck ein. Steve Sem-Sandberg lebt in Stockholm und Wien.
Am 13. Oktober 2020 wurde er in die Schwedische Akademie berufen, wo er auf Stuhl 14 Platz nimmt.

## Bibliografie
- Sländornas värld, Roman (1976)
- Sökare i dödsskuggan, Roman (1976)
- Menageriet, Roman (1977)
- Carina: en kärleksroman, Roman (1978)
- Glasets färger, Roman (1979)
- De ansiktslösa, Roman (1987)
- I en annan del av staden, Essays (1990)
- Den kluvna spegeln, Reportage (1991)
- En lektion i pardans, Roman (1993)
- Theres, Roman (1996)
  - Übersetzung Gisela Kosubek: Theres. Klett-Cotta Verlag, Stuttgart 2012, ISBN 978-3-608-93959-0.
- Allt förgängligt är bara en bild, Roman (1999)
- Prag (no exit), Essays (2002)
- Ravensbrück, Roman. Bender, Stockholm 2003, ISBN 91-0-010019-6 (schwedisch).
- Stjärnfall, Essays zusammen mit Lars Jakobson und Ola Larsmo (2003)
- Härifrån till Allmänningen, Roman (2005)
- De fattiga i Łódź, Roman (2009)
  - Übersetzung Gisela Kosubek: Die Elenden von Łódź. Klett-Cotta Verlag, Stuttgart 2011, ISBN 978-3-608-93897-5.
- El imperio de las mentiras, (Random House) Hardcover – 9. Feb. 2012, by Steve Sem-Sandberg (Autor), Spanish edition by Caterina Pascual Söderbaum (Übersetzerin), ISBN 978-84-397-2420-9.
- De utvalda, Roman (2014) – ausgezeichnet mit dem Prix Médicis étranger 2016 –
  - Übersetzung Gisela Kosubek: Die Erwählten. Klett-Cotta Verlag, Stuttgart 2015, ISBN 978-3-608-93987-3.
- Stormen, Roman (2016)
  - Übersetzung Gisela Kosubek: Der Sturm. Klett-Cotta Verlag, Stuttgart 2019, ISBN  978-3-608-98120-9.
- W. (2019)
  - Übersetzung Gisela Kosubek: W. Klett-Cotta Verlag, Stuttgart 2021, ISBN 978-3-608-98119-3.

## Preise und Auszeichnungen (Auswahl)
- 2005 Dobloug-Preis
- 2009 Großer Preis des Samfundet De Nio
- 2009 August-Preis für De fattiga i Łódż  (Die Elenden von Lódź)
- 2016 Prix Médicis étranger für De utvalda (Die Erwählten)
- 2016 Gerard-Bonnier-Preis